# Sirena (film, 1947)
Sirena (češko Siréna) je češkoslovaški črno-beli dramski film leta 1947, ki ga je režiral Karel Steklý in zanj napisal tudi scenarij skupaj z Janom Weissom ter temelji na istoimenskem romanu Marie Majerové. V glavnih vlogah nastopajo Ladislav Boháč, Marie Vášová, Oleg Reif, Naděžda Gajerová in Josef Bek. Zgodba prikazuje stavko slabo plačanih rudniških delavcev v praškem predmestju. Ko jih zatre policija, jezna množica napade luksuzno hišo tovarnarja.
Film je bil premierno prikazan 11. aprila 1947 v češkoslovaških kinematografih in je naletel na dobre ocene kritikov. Na Beneškem filmskem festivalu je osvojil »Gran Premio Internazionale di Venezia« za najboljši film, leta 1954 preimenovano v Zlatega leva. Ob tem je osvojil tudi nagrado za filmsko glasbo (E. F. Burian).

## Vloge
- Ladislav Boháč kot Hudec
- Marie Vášová kot Hudcová
- Oleg Reif kot Rudolf
- Nadězda Mauerová kot Růžena
- Pavla Suchá kot Emča
- Josef Bek kot Karel Hampl
- Bedřich Karen kot Bacher
- Josef Dekoj kot Černý
- Věra Kalendová kot Černá
- Lída Matoušková kot Kazdová